# Praça Pasteur

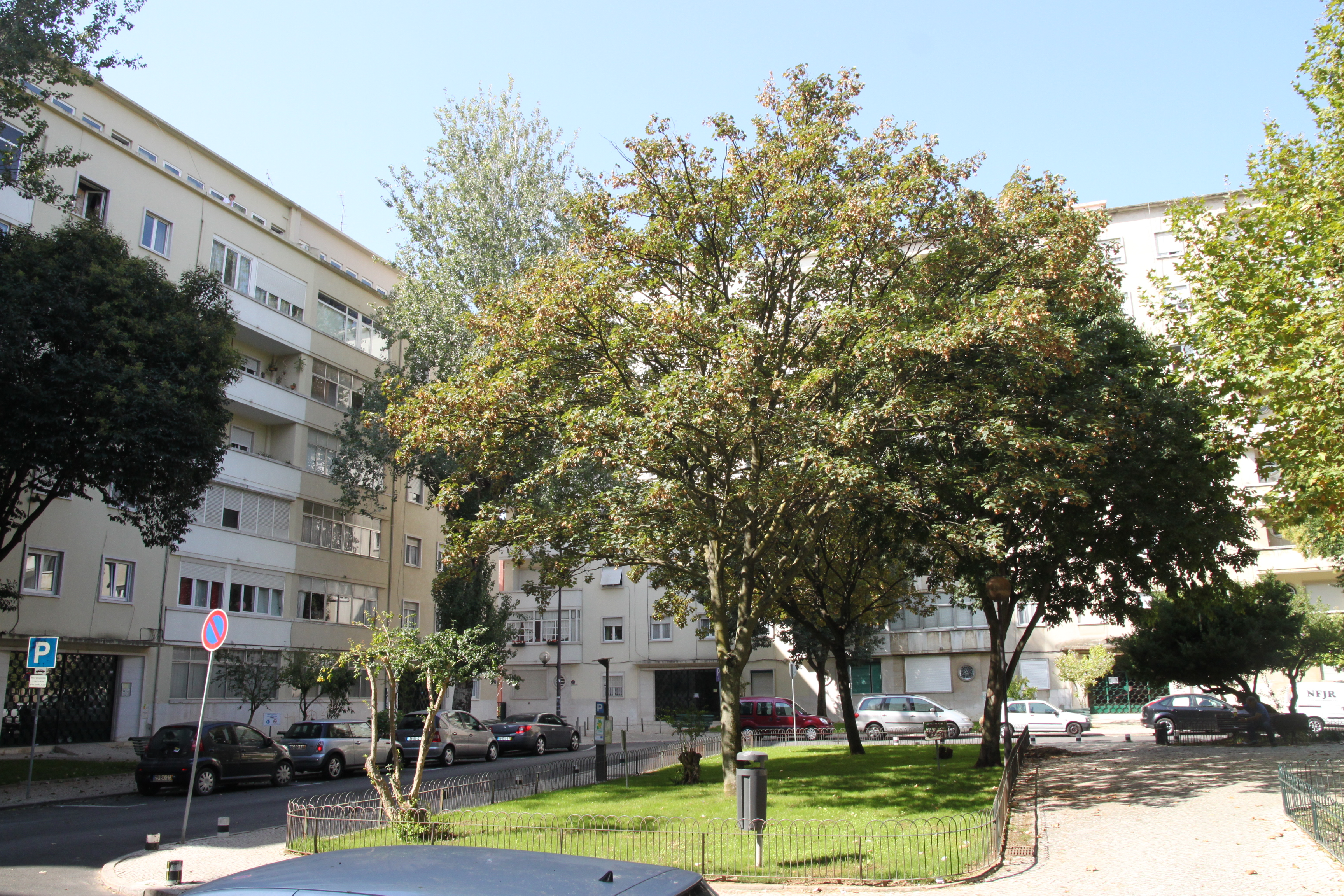
Praça Pasteur

A Praça Pasteur é uma praça da cidade de Lisboa, Portugal.
A praça faz parte do plano do Bairro do Areeiro, que data de 1938 e que é da autoria do Arquitecto João Faria da Costa. Os projectos de habitação da Praça Pasteur foram desenvolvidos em 1947 por uma equipa de jovens arquitectos: Alberto Pessoa, Raul Chorão Ramalho, José Bastos e Lucínio Cruz.
A Praça deveria ser um espaço de importância, como que um ponto intermédio entre a Praça de Londres e a Avenida Almirante Reis. A própria volumetria do edificado e a ênfase na forma como interrompe a Avenida de Paris, em tudo apontariam para isso. A Praça Pasteur possui uma configuração rectangular, cujas dimensões são 60.1m por 92,5m e um solo quase plano. Tem como principal característica a forma em U, sendo fechada em três dos seus lados, pelos edifícios de habitação adjacentes e apenas aberta para a Avenida de Paris. A sua localização na estrutura urbana, encontra-se integrada num grande quarteirão definido pela Avenida Guerra Junqueiro, Praça de Londres, Avenida de Paris, Avenida Almirante Reis e Praça João do Rio.
A Praça Pasteur tem um carácter fortemente residencial que se reflete na vivência do espaço. Não sendo um espaço privado, pois é completamente aberta de um dos lados, adquire um sentido de espaço semi-privado fruto da sua apropriação pelos utilizadores. Os edifícios que configuram a Praça são de uso quase exclusivo de habitação e variam de entre os 6 e 7 pisos. A estrutura verde é um sistema bem presente na Praça Pasteur, com uma área significativa em relação à dimensão da Praça. A vegetação, em bom estado de conservação, pode caracterizar-se como densa, devido às árvores serem altas e terem copas compactas, e diversificada, uma vez que apresenta pelo menos 7 espécies diferentes. Durante o dia, a utilização da Praça é muito reduzida. Os edifícios que formam este local são todos de habitação colectiva, sem comércio no piso térreo e no seu centro, situa-se um jardim rodeado por uma única faixa de rodagem de acesso às habitações. A configuração da Praça Pasteur é muito clássica fazendo lembrar as "squares" inglesas. As zonas ajardinadas deste local estão organizadas em pequenos canteiros, os do núcleo central estão vedados com um pequeno gradeamento de ferro, os que se encontram no passeio lateral, têm uma disposição simétrica em redor da Praça.
A energia utilizada para a iluminação pública provem da rede pública e o tipo de lâmpadas usadas são lâmpadas de sódio de alta pressão. O material utilizado no pavimento varia entre a calçada portuguesa nos passeios, a pedra nos percursos e o betuminoso nas faixas viárias e no estacionamento.
O material utilizado no mobiliário urbano são a madeira e o ferro nos bancos, o plástico nas papeleiras, o ferro nos bebedouros, e o metal e a pedra nos candeeiros.
A Praça Pasteur tem uma boa permeabilidade do solo, utilizando o método tradicional para o sistema de drenagem das águas pluviais. O sistema recolhe as águas para as sarjetas, que são depois encaminhadas para a conduta geral das águas residuais. A Praça Pasteur tem um terreno praticamente plano e o percurso em redor deste local não apresenta grande complexidade. Só circula na Praça quem ali mora ou quem quer estacionar.